# Вильярреаль, Нейсер
Не́йсер Дави́д Вильярреа́ль Киньо́нес (исп. Néiser David Villarreal Quiñones; род. 24 апреля 2005, Тумако, Нариньо) — колумбийский футболист, вингер клуба «Мильонариос».

## Клубная карьера
Вильярреаль — воспитанник клуба «Мильонариос». 16 сентября 2023 года в матче против «Атлетико Букараманга» он дебютировал в Кубке Мустанга.

## Международная карьера
В 2025 году в составе молодёжной сборной Колумбии Вильярреаль принял участие в молодёжном чемпионате Южной Америки в Венесуэле. На турнире он сыграл в матчах против команд Парагвая, Эквадора, Боливии, Чили, Уругвая, а также дважды Бразилии и Аргентины. Нейсер забил 8 мячей за весь турнир и стал его лучшим бомбардиром.